# Заруба Олександр Данилович
Олекса́ндр Дани́лович Зару́ба (нар. 22 травня 1944, Золотоноша — 4 вересня 1998, Київ) — український вчений-економіст і педагог. Доктор економічних наук (1989). Професор (1990).

## Життєпис
1972 — закінчив економічний факультет Київського університету імені Тараса Шевченка.
З 1972 — викладач Київського університету. 1975 року захистив кандидатську дисертацію.
1989 року захистив докторську дисертацію на тему «Національний дохід і нова якість його зростання в умовах соціально-економічного прискорення».
1990—1998 — професор кафедри політекономії природничих факультетів.
Основними напрямами його наукової діяльності були банківська і страхова справа, тактика і стратегія управління фінансами комерційного банку, способи забезпечення його фінансової стійкості, методика оцінювання банківських ризиків.
Викладав предмети: «Фінансовий менеджмент», «Страхова справа».

## Основні праці
- Економія і економіка / А. Д. Заруба, С. І. Трилевич. — Київ: Наукова думка, 1984. — 159 с.
- Использование достижений науки и техники в условиях интенсификации производства / В. Бровченко, О. Заруба. — Х.: Видавництво при Харківському університеті об'єднання «Вища школа», 1988. — 141 с.
- Национальный доход и экономический рост. К.: 1989 (у співавторстві)
- Основи фінансового аналізу та менеджменту: навч. посібник / О. Д. Заруба ; Українсько-фінський інститут менеджменту і бізнесу. — К.: УФІМБ, 1995. — 110 с.
- Банківський менеджмент та аудит. — Київ: Либра, 1996. — 218 с.
- Фінансовий менеджмент у банках: Навч. посібник для вузів. — Київ: Знання, 1997. — 172 с.
- Основи страхування. К.: 1997
- Страхова справа: підручник. — К. : Знання, 1998. — 320 с.